# Illogan
Illogan est une paroisse civile et un village des Cornouailles, en Angleterre.